# Роб Гонсалвес
Роб Гонсалвес (Rob Gonsalves) e канадски художник и китарист.

## Биография
Роден е в Торонто, Онтарио през 1959 година. Родителите му са румънски цигани, емигрирали в Канада.
В детството си Гонсалвес непрекъснато развива своя интерес към рисуването и на 12-годишна възраст вече е усвоил техниката на перспективата. Първите сисюрреалистични произведения рисува под влиянието на Салвадор Дали и Ив Танги, от Рене Магрит и Мориц Корнелис Ешер почерпва елементи на магически реализъм.
След като завършва колеж, се занимава с архитектура, рисува и създаващи илюзия на реалност стенописи и театрални декори. След добро представяне на изложба на уличното изкуство в Торонто през 1990 г., художникът се посвещава напълно на живописта.
През 2005 г. Роб Гонсалвес печели престижна награда на канадското правителство (Governor General's Award) за илюстрациите в детската книжка на Сара Томпсън „Imagine a Day“.
Художникът участва в „Арт Експо“ в Ню Йорк и Лос Анжелес, „Декор“ в Атланта и Лас Вегас и във „Форум за изящните изкуства“.
Изложби на Роб Гонсалвес са представяни в известни галерии като „Дискавъри“, „Хъдсън ривър“ и „Калейдоскоп“.